# Das Lied vom deutschen Vaterland (Bruckner)
Das Lied vom deutschen Vaterland, WAB 78, ist ein patriotisches weltliches Chorwerk, das Anton Bruckner um 1845 während seines Aufenthalts im Stift St. Florian komponierte.

## Geschichte
Bruckner komponierte dieses Werk auf der Grundlage eines Textes eines unbekannten Autors um 1845 während seines Aufenthalts im Stift Sankt Florian. Er widmete es Hans Schläger, dem Gründer des St. Florian Chores.
Das Originalmanuskript befindet sich im Archiv des Stifts Sankt Florian. Es wurde am 11. November 1921 in St. Florian von Franz Xaver Müller zum 25. Todestag des Komponisten aufgeführt.
Das Werk, das erstmals in Band II/2, S. 14–15, der Göllerich/Auer-Biografie erschienen ist, erscheint in Band XXIII/2, Nr. 2 der Gesamtausgabe.

## Text
Das Lied vom deutschen Vaterland verwendet einen Text eines unbekannten Autors.
Wohlauf, ihr Genossen, stimmt an, stimmt an,

Und hört ihr die Hörner nicht dröhnen?

Und seht ihr nicht funkeln den goldenen Wein,

Stimmt ein mit freudigen Tönen

Und singet im Hochklang Hand in Hand

Das Lied vom deutschen Vaterland.
1906 fügte Franz Xaver Müller dem Lied drei weitere Strophen hinzu:
Wie bist du so prächtig, so wunderschön,

o heiliges Land meiner Väter,

wie lachen die Täler, wie prangen die Höh'n,

wie blaut so tiefklar deine Äther.

Drum klinget und brauset Strand zu Strand

das Lied vom deutschen Vaterland.

Es steige der heilige Schwur empor:

der Heimat mein Sinnen und Streben,

o rausche dahin wie ein mächtiger Chor:

Dir Vaterland Herz und Leben!

Und alle umschlinge wie ein Band

das Lied vom deutschen Vaterland.

Dich segne der Himmel auf immerdar,

du, herrliches Land ohne Gleichen,

in drohendem Wetter, in Sturm und Gefahr

mög Gottes Schutz nie dir weichen.

O blühe, ja blühe als heiliges Unterpfand

das Lied vom deutschen Vaterland.

## Musik
Das 20 Takte lange Werk in Des-Dur ist für Männerchor besetzt. Der Gesang beginnt mit einem Brucknerschen typischen Oktavsprung in allen vier Stimmen.

## Diskografie
Es gibt eine einzige Aufnahme von Das Lied vom deutschen Vaterland:
- Thomas Kerbl, Männerchorvereinigung 12, Weltliche Männerchöre – CD: LIVA 054, 2012